# Secundaire sector

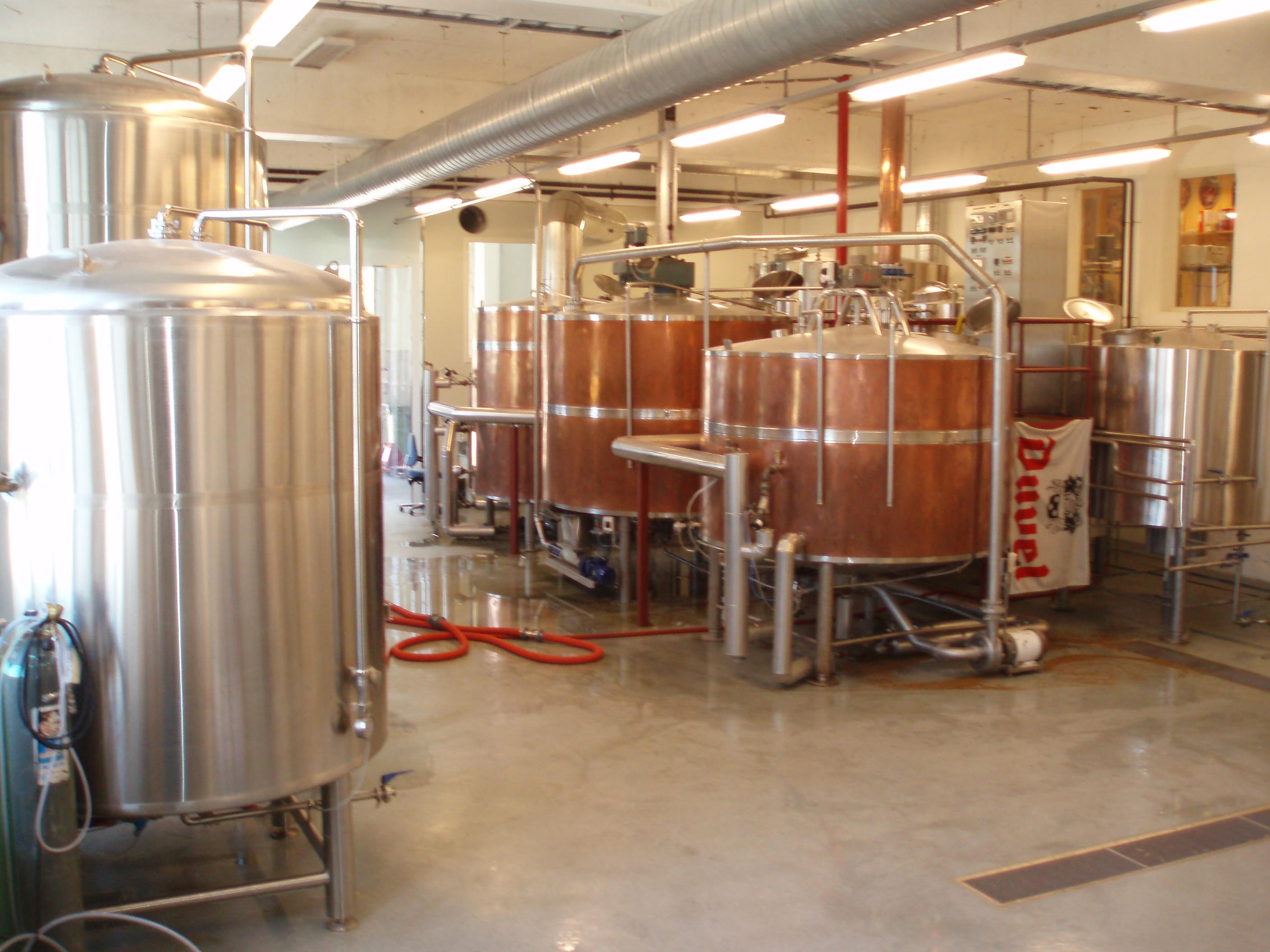
Moderne bierbrouwerij

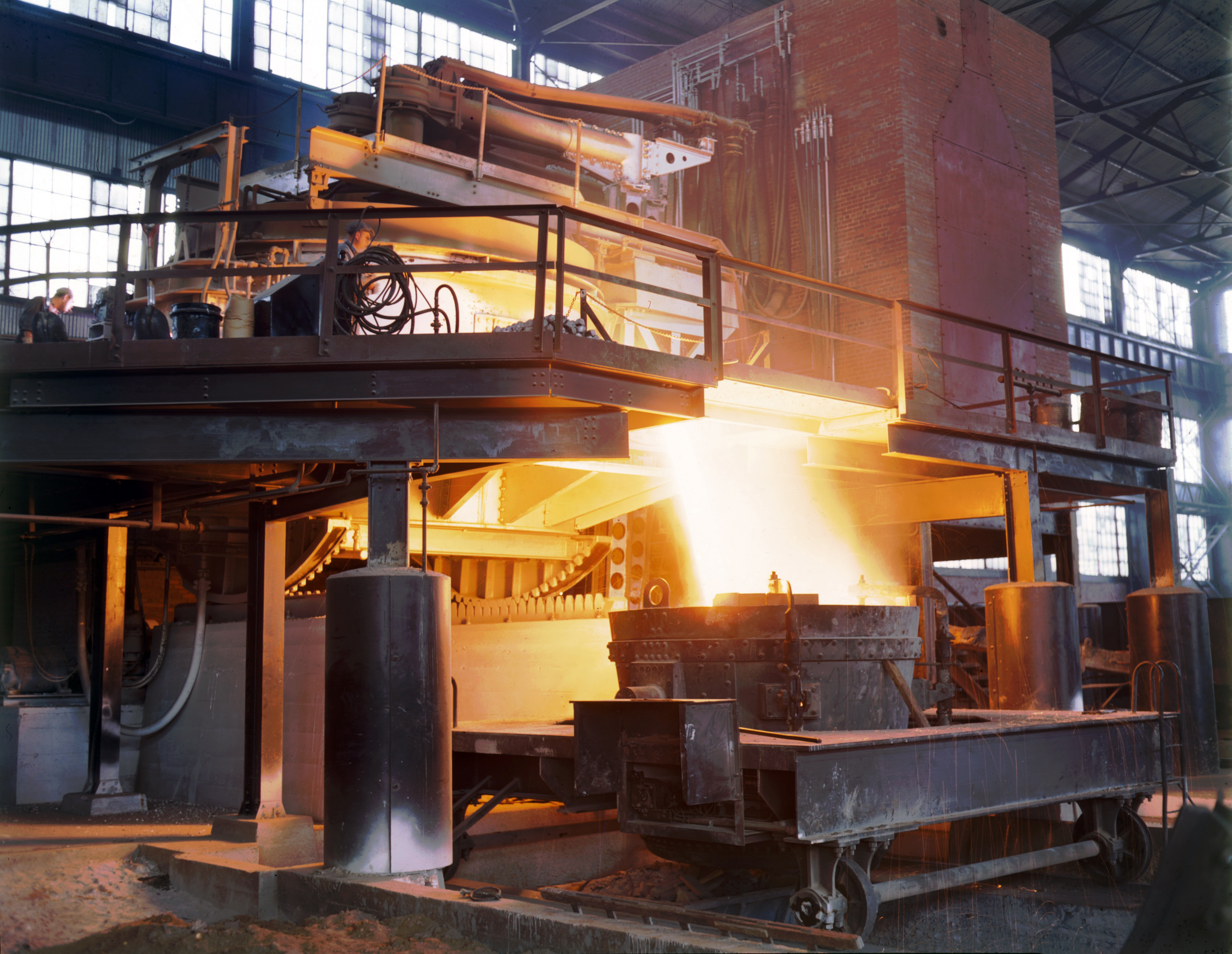
Staalproductie

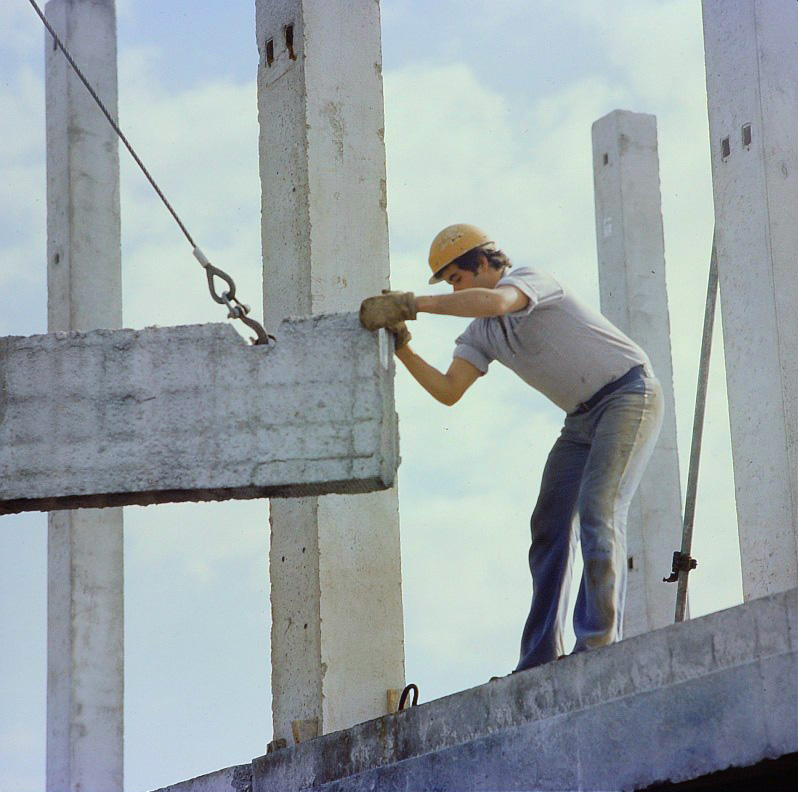
Een bouwvakker aan het werk.

De industriële sector of secundaire sector is de economische sector met alle bedrijven en activiteiten die de grondstoffen van de primaire sector verwerken. De producten worden doorgaans door de tertiaire sector aan de consument doorverkocht.
De secundaire sector staat ook wel bekend als de industrie. Strikt genomen is de industrie slechts de belangrijkste uitingsvorm van de sector. De ambachten, bouwnijverheid en overige niet geïndustrialiseerde maakindustrie worden ook gerekend tot de secundaire sector.
In de meeste berekeningen worden ook diensten die industriële bedrijven voor zichzelf produceren (bijvoorbeeld interne schoonmaakwerkzaamheden) als onderdeel van de secundaire sector gerekend, terwijl ze eigenlijk tot de tertiaire sector behoren. Bij uitbesteding komen deze dan wel terecht in de definitie van de tertiaire sector, waar dit soort diensten formeel thuishoort.
Dit gegeven leidt tot een vertekening in de ontwikkeling van de sectoren. Juist vanwege een outsourcing-trend die vanaf midden jaren 70 zichtbaar werd als gevolg van de nieuwe concentratie op de kernactiviteiten van een bedrijf, werden veel interne diensten uitbesteed aan gespecialiseerde dienstverleners. Hierdoor nam de gerapporteerde omvang van de secundaire sector sneller af dan in werkelijkheid het geval was. Feitelijk werd de secundaire sector al die jaren te omvangrijk voorgesteld.

## Geschiedenis
De ontwikkeling van de secundaire sector hangt nauw samen met het ontstaan van landbouwoverschotten. Dit maakte enerzijds specialisatie mogelijk doordat niet iedereen meer fulltime in de landbouw hoefde te werken en anderzijds deed dit de vraag naar meer gespecialiseerde producten toenemen.
In dit stadium groeiden de nederzettingen uit tot grotere gehelen, soms zelfs steden. Deze fase heeft in de westerse wereld vele eeuwen geduurd, totdat de Industriële revolutie in Groot-Brittannië de secundaire sector in een stroomversnelling bracht.
Wanneer een economie een grote transitie van een fase naar de andere doormaakt, gaat dit vaak gepaard met sociale onrust. Zo kwam de arbeidersbeweging als gevolg van de industriële revolutie op, en zien we vandaag de dag in veel westerse economieën onrust ontstaan als gevolg van de verschuiving van industriële banen naar werkgelegenheid in de dienstensector.